# Kapap
Kapap (Hebreeuws: קפ"פ) is een acroniem van Krav Panim El Panim (Hebreeuws: קרב פנים אל פנים, voor “Gevecht op gezichtsafstand”). Kapap is een specifiek Israëlische vorm van verdediging die gebruikt wordt door de Israëlische speciale eenheden, de Israëlische politie en de antiterrorisme-eenheid Yamam. Kapap is ook bekend onder de term “Israeli CQB” (Close Quarter Battle, gevecht op korte afstand). De leden van de Israëlische terreureenheden hebben de voorkeur voor de namen "Micro Combat” of Lotar (Lohama Neged Teror, strijd tegen terreur). Het Kapap/Lotar wordt gezien als het (oer)systeem waar het Krav Maga (קרב מגע) uit is ontstaan. Let wel dat het hier om twee aparte systemen gaat, met andere trainingsprincipes.

## Historie
De historie van het Kapap/Lotar gaat terug tot ca. 1940 toen de Palmach (strijdkrachten van de Haganah) tactieken ontwikkelden voor hun strijd. De grondlegger van het moderne Kapap/Lotar is luitenant-kolonel Chaim Peer. Hij is een voormalig lid van de speciale eenheid Sayeret Matkal. Tot het jaar 2001 was het Kapap/Lotar systeem vrijwel onbekend buiten Israël. De introductie in het westen werd gedaan door majoor Avi Nardia en sergeant Uri Kaffe (scherpschutter voor de Israëlische politie). In opdracht van luitenant-kolonel Chaim Peer ontwikkelde majoor Avi Nardia een Kapap versie voor burgers. Deze versie werd voor het eerst in Los Angeles (VS) onderricht door majoor Avi Nardia zelf.

## Avi Nardia Kapap Combatives
Voor het opleiden van officiële Kapap/Lotar instructeurs werd de Kapap Academy opgericht. De Kapap Academy staat onder directe leiding van de International Kapap Federation (IKF). Alle opleidingen ter wereld worden verzorgd door instructeurs van de Israëlische speciale eenheden, in het bijzonder majoor Avi Nardia. Sinds 2008 is Albert Timen een andere weg ingeslagen. Willem-Jan Paardekooper van Kapap Center Europe BV te Leiderdorp is de officiële vertegenwoordiger van Avi Nardia in Europa.

## Systeem
Het Kapap/Lotar systeem is opgebouwd uit vier niveaus. Het eerste niveau (level one) is openbaar voor het publiek. Dit niveau geldt als een introductie tot het Kapap/Lotar systeem. Level One heeft geen vast omschreven curriculum, maar wordt steeds aangepast aan de deelnemers. De 3 volgende niveaus van het Kapap/Lotar zijn niet toegankelijk voor het publiek, maar zijn bedoeld voor veiligheidspersoneel en defensie. Hierover wordt weinig openbaar gemaakt.
Omdat het Kapap/Lotar geen sport maar een verdedigingsysteem is blijft het constant in ontwikkeling. Zo heeft het systeem recentelijk elementen uit het Braziliaanse Jiu Jitsu (onder invloed van Jean Jacques Machado) en het Filipijnse mesgevecht opgenomen. De nadruk ligt in het Kapap niet zozeer op het leren van veel technieken, maar juist op het begrijpen wat een techniek effectief maakt (de onderliggende principes). Door toepassing van de correcte principes kan een Kapap/Lotar-leerling uiteindelijk zelf oplossingen creëren voor nieuwe situaties. De Kapap/Lotar is nadrukkelijk geen sport en kent geen bandensysteem, kata's (vormen) of wedstrijdvorm. Het is er op gericht te overleven in moderne conflictsituaties, van pistoolbedreigingen tot groepsaanvallen en kidnapping.

## Geen overkoepelende naam
De namen Kapap en Lotar zijn auteursrechtelijk beschermde namen (van de IKF) die één specifiek systeem aanduiden. Dit in tegenstelling tot bijvoorbeeld het woord “Karate” dat een overkoepelende naam vormt voor diverse subsystemen (zoals: Kyokushin Karate, Goju-ryu Karate, Shotokan Karate enz.). Alle officiële Kapap/Lotar instructeurs zijn dus opgeleid door de Avi Nardia en zijn aangesloten bij de IKF.
Het Kapap/Lotar systeem valt onder de overkoepelende naam “Israeli Martial Arts” (Israëlische Verdedigingskunsten). Andere Israëlische gevechtskunsten zijn onder andere het Krav Maga, Haganah (van Mike Lee Kanarek) en het Hisardut (van Dennis Hanover).